# 劉敏 (永樂進士)
劉敏，山西太平縣（今屬襄汾縣）人，明朝政治人物，永樂丙戌进士，官至知府。

## 生平
永樂三年，乙酉科鄉試中舉。永樂四年（1406年），聯捷進士，官至叙州府知府。